# Honda Elysion
Хонда Елізіон (яп. ホンダ・エリシオン) — мінівен на сім або вісім місць, які спочатку продавалися тільки в Японії як конкурент Toyota Alphard та Nissan Elgrand. Автомобіль схожий на Хонду Одіссей.

## Перше покоління (RR; 2004–2015)

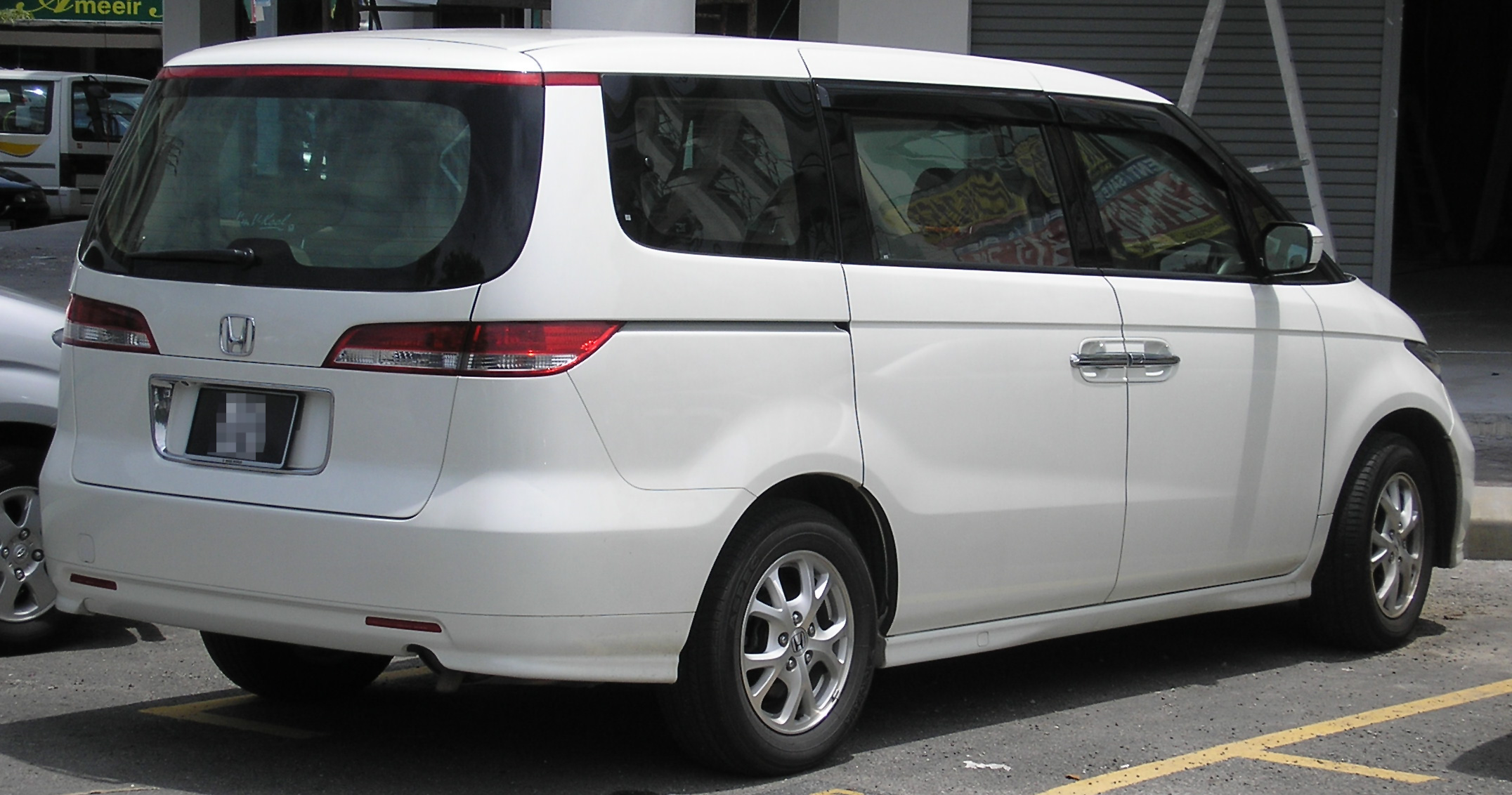

Виробником є японський концерн Honda, автомобіль вперше продемонстрований у вигляді концепту Honda ASM на автошоу в Токіо в жовтні 2003 року і запущений в продаж на японському ринку 14 травня 2004 року. З 29 вересня 2005 року випускається зі зміненим зовнішнім виглядом.

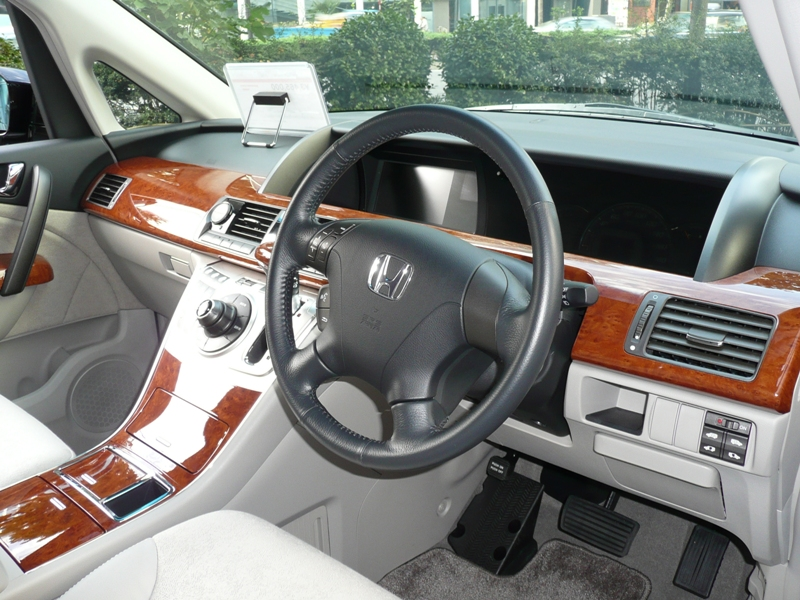

### Двигуни
- 2.4 L K24A I4
- 3.0 L J30A V6
- 3.5 L J35A V6

## Друге покоління (RC; з 2015)

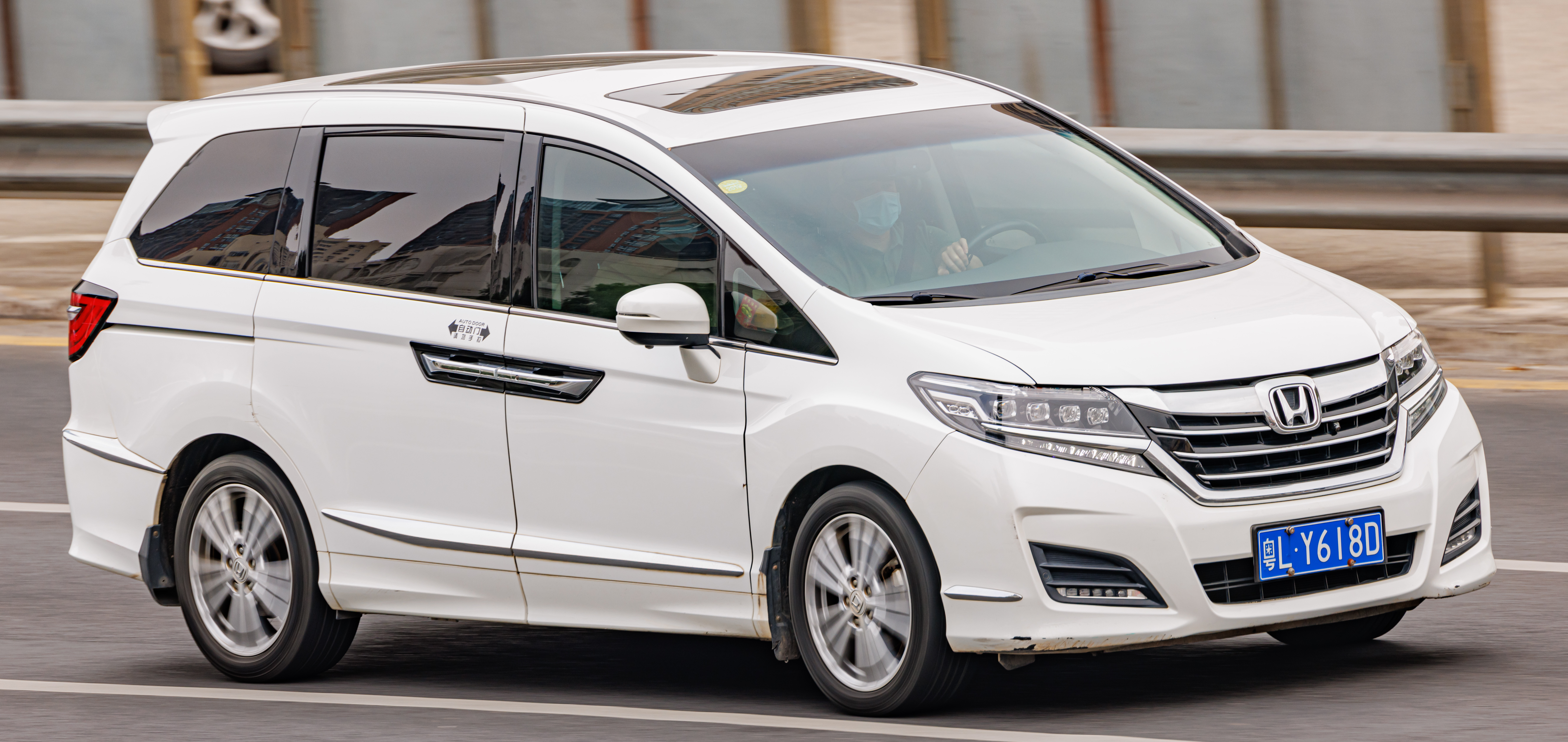
Honda Elysion ІІ

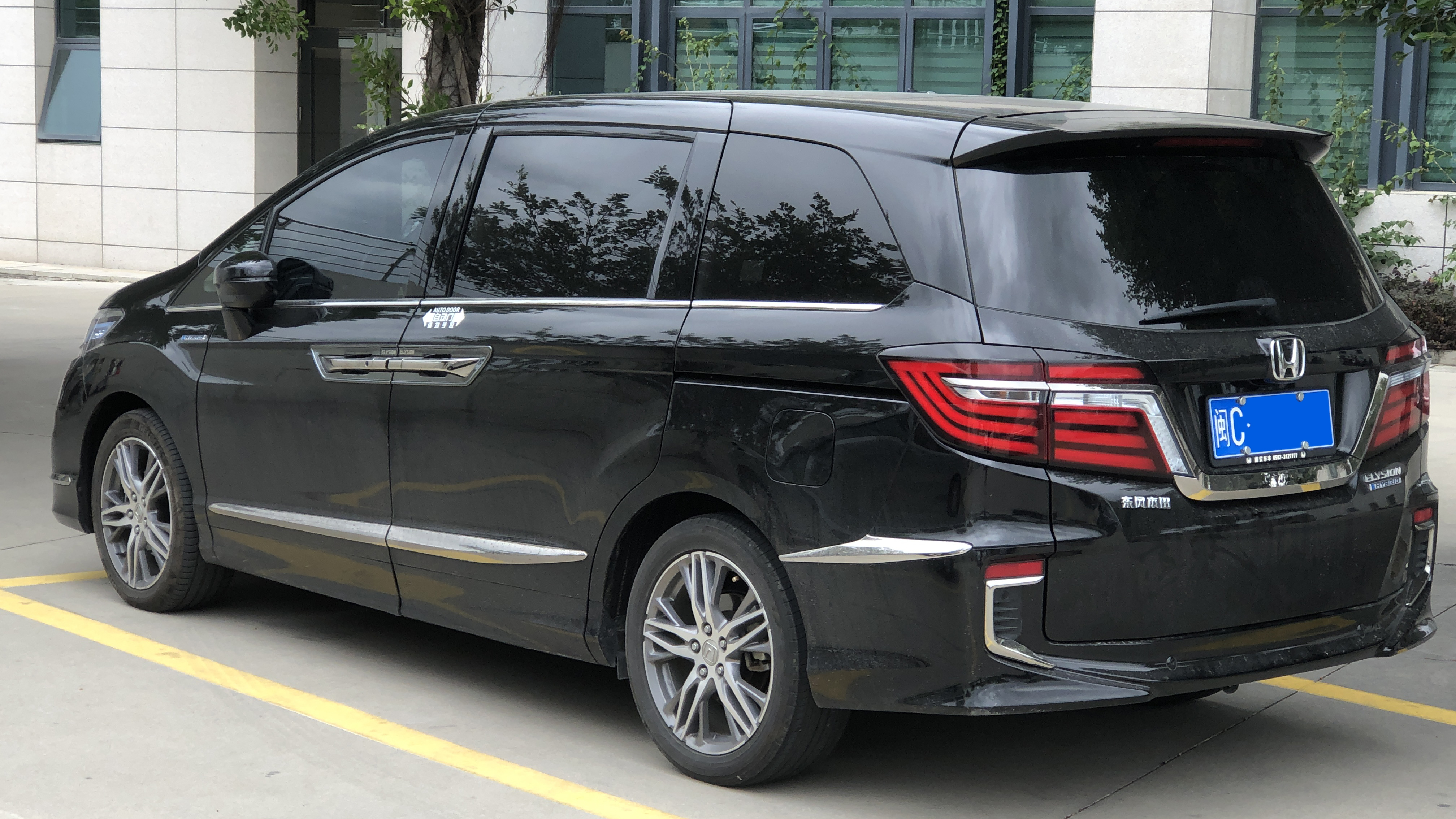

З 2015 року виготовляється друге покоління, яке родається тільки в Китаї. На японському ринку модель замінили на Honda Odyssey, яка є аналогом Honda Elysion для китайського ринку.

### Двигуни
- 2.0 L LFA1/LFB1/LFA-H4 i-VTEC I4 (hybrid)
- 2.4 L K24V6 I4